# Pantopsalis listeri
Pantopsalis listeri är en spindeldjursart som först beskrevs av White 1849.  Pantopsalis listeri ingår i släktet Pantopsalis och familjen Monoscutidae. Inga underarter finns listade i Catalogue of Life.